# 康·沃尔什
康·沃尔什（英語：Con Walsh，1885年4月24日—1961年12月7日），加拿大男子田径运动员。他曾代表加拿大参加1908年夏季奥林匹克运动会田径比赛，获得男子链球铜牌。他于1961年在美国西雅图去世。